# هيرمينيو دياز زابالا
هيرمينيو دياز زابالا (بالإسبانية: Herminio Díaz Zabala)‏ ولد بتاريخ 12 ديسمبر 1964 في ريوكين، إسبانيا، هو دراج إسباني سابق.

## روابط خارجية
- هيرمينيو دياز زابالا على موقع أرشيف الدراجات (الإنجليزية)
- هيرمينيو دياز زابالا على موقع إحصائيات الدراجات الإحترافية (الإنجليزية)
- هيرمينيو دياز زابالا على موقع CycleBase (الإنجليزية)